# Khanalthok
Khanalthok (nep. खनालथोक) – gaun wikas samiti w środkowej części Nepalu w strefie Bagmati w dystrykcie Kavrepalanchok. Według nepalskiego spisu powszechnego z 2001 roku liczył on 978 gospodarstw domowych i 5491 mieszkańców (2696 kobiet i 2795 mężczyzn).